# Erwin Berner
Erwin Berner (eigentlich: Erwin Strittmatter-Berner) (* 25. Juni 1953 in Ost-Berlin; † 5. Februar 2023 in Berlin) war ein deutscher Autor und Schauspieler.

## Leben
Erwin Berner war der älteste von drei Söhnen des Schriftstellerehepaares Eva und Erwin Strittmatter. Mit 18 Jahren brach er gegen den Willen des Vaters die Erweiterte Oberschule in Rheinsberg ab. Er verließ den heimischen Hof im brandenburgischen Schulzenhof, wo die Familie ab 1954, neben der Stadtwohnung in der Berliner Stalinallee, lebte, „sein Vater den Bauern und Familienpatriarchen spielte und seine Mutter ihren Lebensträumen nachging“.
Er ging an die Staatliche Schauspielschule Rostock. Zu dieser Zeit legte er sich den Künstlernamen Erwin Berner – in Anlehnung an den Geburtsnamen seiner Urgroßmutter – zu, um unvorbelastet leben und arbeiten zu können. Bereits während seines Schauspielstudiums wirkte er 1972 in einer Hauptrolle in Gesichter im Zwielicht, einem Film der Reihe Polizeiruf 110, neben Horst Drinda mit, bevor er über Theatertätigkeiten auf Bühnen in Freiberg, Weimar, Rudolstadt und Neustrelitz vor allem in Fernsehproduktionen des Deutschen Fernsehfunks (DFF) mitspielte. Insgesamt wirkte er in über 30 Film-und-Fernsehproduktionen mit.
1975 zog er nach Berlin-Friedrichshain, wo er ab 1982 offen schwul lebte. Nach dem Tod seines Vaters im Jahr 1994 bekannte er sich öffentlich zu seiner Herkunft, die er mehr als 20 Jahre lang geheim gehalten hatte. In den 1990er-Jahren pflegte er seinen aus Hamburg stammenden Lebenspartner, der an AIDS erkrankt war, bis zu dessen Tod. In den Jahren 2016 und 2020 veröffentlichte er in zwei Teilen seine Autobiografie.

## Filmografie
- 1973: Polizeiruf 110: Gesichter im Zwielicht (Fernsehreihe)
- 1973: Wolz – Leben und Verklärung eines deutschen Anarchisten
- 1974: Greta Heckenrose
- 1975: Die Überlebende
- 1977: Zur See (Fernsehserie, Folge 8: Die Verhandlung)
- 1977: Polizeiruf 110: Alibi für eine Nacht (Fernsehreihe)
- 1977: Haydn in London
- 1977: Die Verführbaren
- 1978: Achillesferse
- 1978: Fragen an einen alten Mann
- 1979: Zwischen zwei Sommer
- 1981: Adel im Untergang
- 1981: Berühmte Ärzte der Charité (Fernsehserie, Folge 1: Der Mann aus Jena)
- 1981: Katharina in der Klemme
- 1981: Das Mädchen vom Eisberg
- 1982: Sonjas Rapport
- 1983: Langer Abschied
- 1983: Bruno H. Bürgel – Berliner Firmament
- 1984: Der Lude
- 1985: Neues übern Gartenzaun (TV-Miniserie, 6/7 Folgen)
- 1986: Polizeiruf 110: Gier
- 1987: Altes Herz geht auf die Reise
- 1987: Einzug ins Paradies (TV-Miniserie, 2 Folgen)
- 1988: Präriejäger in Mexiko
- 1989: Die gläserne Fackel (Fernsehserie, 1 Folge)
- 1989: Rita von Falkenhain (Fernsehserie, 1 Folge)
- 1989/2021: Wir bleiben treu
- 1991: Agentur Herz (Fernsehserie, 1 Folge)
- 1992: Gute Zeiten, schlechte Zeiten (Fernsehserie, 3 Folgen)
- 1994: Wolffs Revier (Fernsehserie, 1 Folge)
- 1995: A.S. – Gefahr ist sein Geschäft (Fernsehserie, 1 Folge)
- 1996: Die Wache (Fernsehserie, 2 Folgen)
- 1997–1999: Für alle Fälle Stefanie (Fernsehserie, 8 Folgen)

## Autobiografien
- Erinnerungen an Schulzenhof. Aufbau, Berlin 2016, ISBN 978-3-351-03615-7.
- Zu einer anderen Zeit, in einem anderen Land. Aufbau, Berlin 2020, ISBN 978-3-351-03478-8.